# Christmas Time (Is Here Again)
Christmas Time (Is Here Again) è una canzone natalizia dei Beatles (accreditata come composizione di tutti e quattro i membri), pubblicata come regalo di natale ai fan.

## Il brano
Il disco natalizio dei Beatles del 1967 differiva dai precedenti per la presenza di Christmas Time (Is Here Again), scritta espressamente per l'album. Inoltre, tutti e quattro i membri cantano, assieme a George Martin, che produsse il pezzo, ed all'attore Victor Spinetti. Le gags vengono inserite nella canzone ad intervalli regolari, e consistono in parodie di trasmissioni radiofoniche o televisive, un'interpretazione, incompleta, di Plenty of Jam Jars accreditata ai "The Ravellers", un "duello" di tip-tap fra Ringo e Spinetti, la pubblicità per il "miracoloso prodotto Wonderlust e la lettura, da parte di Lennon, di una poesia non-sense di sua composizione, mentre un organo.
Christmas Time venne registrata il 28 novembre 1967; in origine, aveva una durata di 6:37, ma l'indomani subì un edit, che eliminò alcune risate e le imprecazioni. La traccia venne poi inviata alla Lyntone Records, che realizzò il flexi-disc da inviare ai soci del fan club; fu l'ultimo della band ad essere registrato assieme: infatti, nel 1968 e nel 1969 venne registrato separatamente da ogni membro. Nel singolo Free as a Bird appare una versione di 3:03 di questo brano; questo nuovo misaggio presenta anche alcuni auguri di Natale del 1966.

### Ringo Starr
Ringo Starr pubblicò una sua cover del pezzo sul suo album natalizio I Wanna Be Santa Claus del 1999.

## Formazione

### Originale dei Beatles
- John Lennon: voce, grancassa
- Paul McCartney: voce, pianoforte
- George Harrison: voce, chitarra acustica
- Ringo Starr: voce, batteria, tip-tap
- George Martin: voce
- Victor Spinetti: voce, tip tap
- Mal Evans: voce parlata[2]

### Lacoverdi Ringo Starr
- Ringo Starr: voce, batteria, percussioni, campane
- Mark Hudson: cori, chitarra acustica, basso elettrico, percussioni
- Joe Perry: chitarra solista
- Steve Dudas: chitarra acustica, chitarra elettrica
- Jim Cox: chitarra acustica, tastiera, fisarmonica
- Matt Hurwitz: chitarra acustica
- Those Darn Scotsmen (Bob Murphy, Ian Halliday, Roger Houth, Willie Cochrane): cornamuse
- The Large Elf Choir (John Titta, Gary Burr, Sarah Hudson, Brett Hudson, Bill Hudson, Steffan Fantini, Marc Fantini, Kiley Oliver, Tess Whiteheart, Dick Monda): cori[3]

Gli arrangiamenti delle cornamuse sono ad opera di "Mark's Bag & Jim's Pipe", presumibilmente Hudson e Cox.